# Renzo Accordi
Renzo Accordi (Correzzo di Gazzo Veronese, 23 agosto 1930 – Vergobbio di Cuveglio, 25 gennaio 2005) è stato un ciclista su strada italiano, professionista dal 1952 al 1963. La sua vittoria più importante, ancora fra i dilettanti, fu la Coppa Agostoni 1951.

## Palmarès
- 1951 (dilettanti)

Coppa Agostoni
- 1953 (dilettanti)

Coppa d'Inverno
- 1955 (Faema, una vittoria)

1ª tappa Giro di Sicilia (Palermo > Enna)

## Piazzamenti

### Grandi Giri
- Giro d'Italia

1958: 67º
1960: 63º
1961: 56º
1962: 43º
1963: 84º
- Tour de France

1961: 43º
- Vuelta a España

1957: 29º
1958: 34º

### Classiche monumento
- Milano-Sanremo

1954: 95º
1956: 38º
1958: 10º
1960: 81º
1963: 17º
- Giro di Lombardia

1953: 67º
1958: 96º